# Турнес (присілок)
Турне́с (рос. Турнес) — присілок в Дебьоському районі Удмуртії, Росія.

## Населення
Населення — 93 особи (2010; 102 в 2002).
Національний склад станом на 2002 рік:
- удмурти — 94 %

## Урбаноніми[3]
- вулиці — Турнеська, Ярославцева